# Emilio Correa (boxe anglaise, 1953)
Ne doit pas être confondu avec Emilio Correa (boxe anglaise, 1985).
Emilio Correa est un boxeur cubain né le 21 mai 1953 à Santiago de Cuba et mort le 11 mars 2024.

## Carrière
Premier champion du monde de boxe amateur des poids welters à La Havane en 1974, il devient champion olympique de la catégorie après sa victoire en finale contre le Hongrois János Kajdi. Correa a également remporté au cours de sa carrière la médaille d'or aux Jeux panaméricains de Cali en 1971.

## Parcours auxJeux olympiques
Jeux olympiques d'été de 1972 à Munich (poids welters) :
- Bat Damiano Lassandro (Italie) 5-0
- Bat Manfred Wolke (RDA) par arrêt de l'arbitre au 2e round
- Bat Günther Meier (RFA) 3-2
- Bat Jesse Valdez (États-Unis) 3-2
- Bat János Kajdi (Hongrie) 5-0

9e aux Jeux olympiques d'été de 1976 à Montréal (poids welters) :
- Bat Plamen Yankov (Bulgarie) par arrêt de l'arbitre au 2e round
- Perd contre Pedro Gamarro (Venezuela) par arrêt de l'arbitre au 3e round